# Janne Långben – The Movie
Janne Långben – The Movie (engelska: A Goofy Movie) är en amerikansk animerad långfilm från 1995, med Kevin Lima som ansvarig regissör.
Filmen är som en uppföljare till TV-serien Långbens galna gäng, som bland annat visades på Disney Channel. Filmen har även fått en fristående uppföljare, filmen "En extremt långbent film". Den hade biopremiär i USA den 7 april 1995, samt den 26 juli 1996 i Sverige.

## Handling
Långbens son Max är kär i en tjej som heter Roxanne. Problemet är att Max inte är populär och aldrig riktigt har pratat med henne, så när han och hans två vänner P.J och Bobby fixar att Max ska mima och dansa till den populära låten "Stand Out" på skolavslutningen, så förändras allt! Han lyckas till och med fixa en dejt med Roxanne. Men när skolans rektor ringer Långben och säger att Långben borde fundera på att ändra sina uppfostringsmetoder om inte Max ska hamna på fel spår, får rektorn det att låta som att Max väntar dödsstraff vilket får Långben att gripas av panik - men kommer sedan på att det bästa sättet att göra det är att få lite kvalitetstid med sonen, så han bestämmer sig för att ta med Max på en fisketur, precis som han och hans pappa gjorde när han var i Max ålder. Max blir tvungen att ställa in sin träff med Roxanne och ljuger för Roxanne och säger att han ska åka på Powerline-konserten. Nu måste han på något sätt lura Långben att åka till Los Angeles istället för fiskestället annars så kommer nog Roxanne aldrig mer att prata med Max igen. På resan lär sig Max att hans pappa är rätt okej, och de möter många personer och varelser, till exempel Storfot.

## Skådespelare och besättning
| Karaktär                                       | Engelsk röst         | Svensk röst      |
| ---------------------------------------------- | -------------------- | ---------------- |
| Långben/Goofy                                  | Bill Farmer          | Jan Modin        |
| Max                                            | Jason Marsden (tal)  | Nick Atkinson    |
| Max                                            | Aaron Lohr (sång)    | Nick Atkinson    |
| Petter                                         | Jim Cummings         | Stephan Karlsén  |
| Roxanne                                        | Kellie Martin        | Mariam Wallentin |
| Bobby                                          | Pauly Shore          | Armen Rahsepari  |
| PJ                                             | Rob Paulsen          | Kim Sulocki      |
| Rektor Lärdman/Principal Mazur                 | Wallace Shawn        | Stig Grybe       |
| Stella/Stacey                                  | Jenna von oy         | Mia Kihl         |
| Storfot/Bigfoot                                | Frank Welker         | Frank Welker     |
| Lester                                         | Kevin Lima           | Roger Storm      |
| Musse Pigg/Mickey Mouse                        | Wayne Allwine        | Anders Öjebo     |
| Servitris/Waitress                             | Florence Stanley     | Jasmine Wigartz  |
| Fröken Trind/Miss Maples                       | Jo Anne Worley       | Jasmine Wigartz  |
| Lisa                                           | Julie Brown          | Jasmine Wigartz  |
| Flicka hos fotografen/Photo studio girl        | Brittany Alyse Smith | Kristin Westman  |
| Lesters flinande flicka/Lester's Grinning Girl | Robyn Richards       | Kristin Westman  |
| Turist pojke/Tourist kid                       | Klee Bragger         | Kristin Westman  |
| Claes/Chad                                     | Joey Lawrence        | Anders Öjebo     |
| Possum Park MC/Lantlig Gamling                 | Pat Buttram          | Gunnar Uddén     |
| Scanvakt/Security guard                        | Herschel Sparber     | Ulf Källvik      |